# Phil M. Donnelly

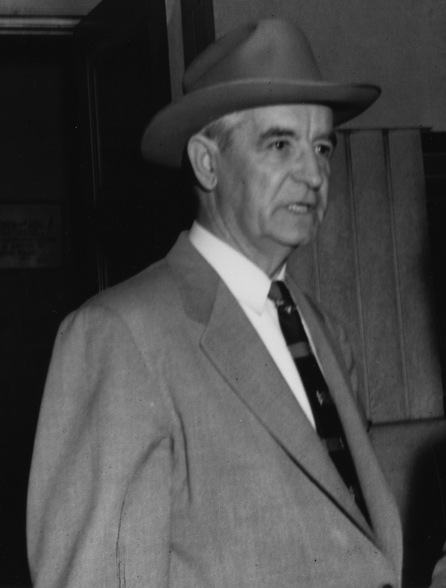
Phil M. Donnelly (1954)

Philip Matthew Donnelly (* 6. März 1891 in Lebanon, Missouri; † 12. September 1961) war ein US-amerikanischer Politiker (Demokratische Partei) und von 1945 bis 1949 der 41. sowie von 1953 bis 1957 der 43. Gouverneur von Missouri.

## Frühe Jahre und politischer Aufstieg
Philip Donnelly besuchte die Lebanon High School. Anschließend studierte er bis 1913 an der Saint Louis University Jura. In diesem Jahr erfolgte seine Zulassung als Rechtsanwalt, worauf er in seinem neuen Beruf zu arbeiten begann. Er wurde Rechtsbeistand der Stadt Lebanon und dann Bezirksstaatsanwalt im Laclede County.
Zwischen 1922 und 1924 war Donnelly Mitglied des Repräsentantenhauses von Missouri. Danach war er von 1924 bis 1944 im Senat dieses Bundesstaats. In dieser Zeit war er zweimal Präsident dieser Kammer. Am 7. November 1944 wurde er als Kandidat seiner Partei zum neuen Gouverneur seines Staates gewählt.

## Gouverneur von Missouri
Donnelly trat seine erste Amtszeit am 8. Januar 1945 an. In diese Zeit fällt das Ende des Zweiten Weltkrieges, deren Folgen auch in Missouri bewältigt werden mussten. Nach dem Ende seiner ersten vier Jahre konnte Donnelly aus verfassungsrechtlichen Gründen nicht unmittelbar wiedergewählt werden. Am 4. November 1952 wurde er aber erneut zum Gouverneur gewählt und am 12. Januar 1953 in sein Amt eingeführt. In seiner zweiten Amtszeit wurde eine Justizreform durchgeführt. Das geschah auch vor dem Hintergrund einiger Gefängnisrevolten in jenen Jahren. Eine Gesetzesvorlage zur Reform des Autobahnausschusses wurde vom Gouverneur mit einem Veto belegt.

## Weiterer Lebenslauf
Donnellys zweite Amtszeit endete am 14. Januar 1957. Danach zog er sich aus dem politischen Leben zurück. Er starb am 12. September 1961 und wurde in Lebanon beigesetzt. Philip Donnelly war mit Juanita McFadden verheiratet. Das Paar hatte ein gemeinsames Kind.